# Victoria (mytologi)

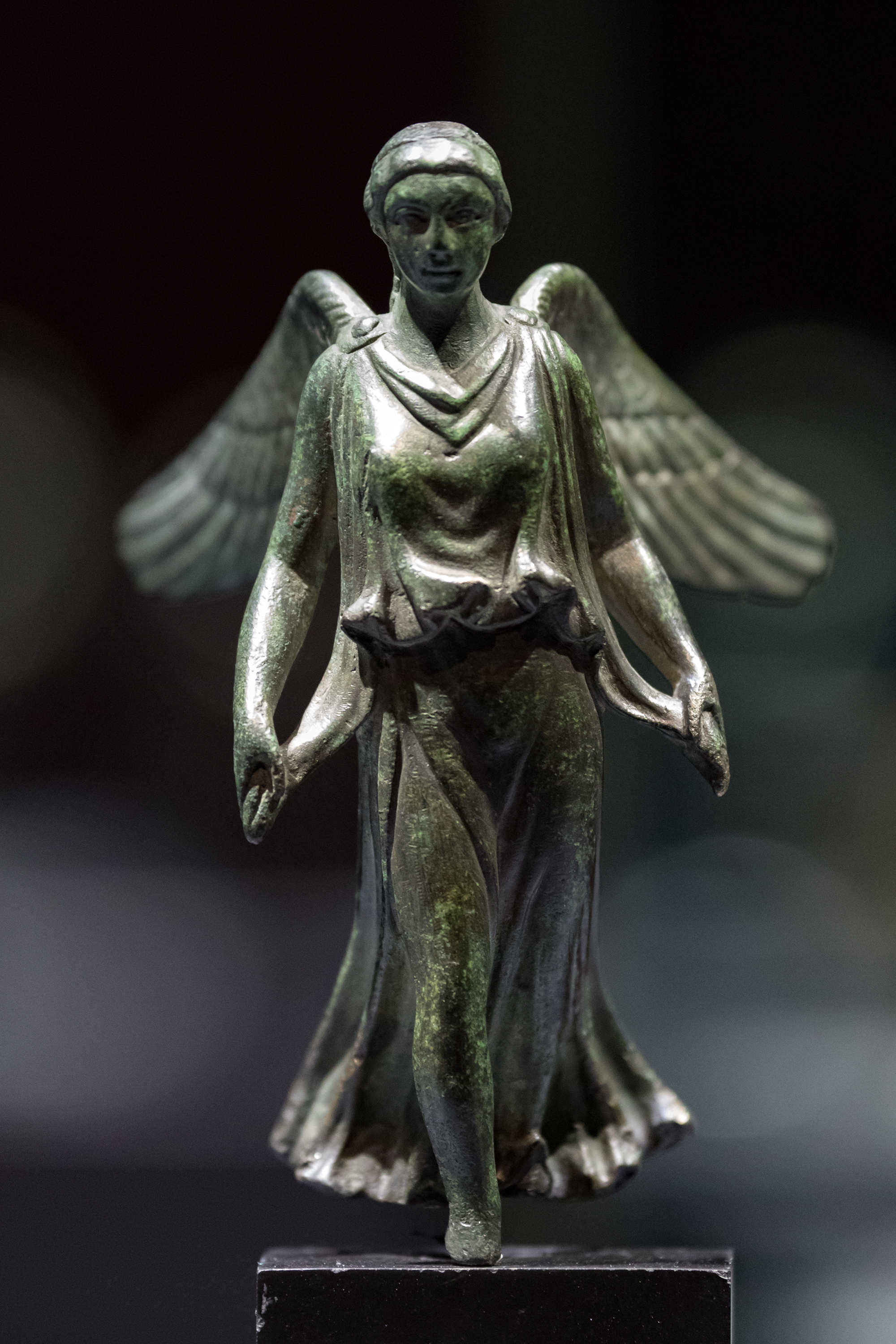
Victoria som romersk statyett på Kunsthistorisches Museum i Wien.

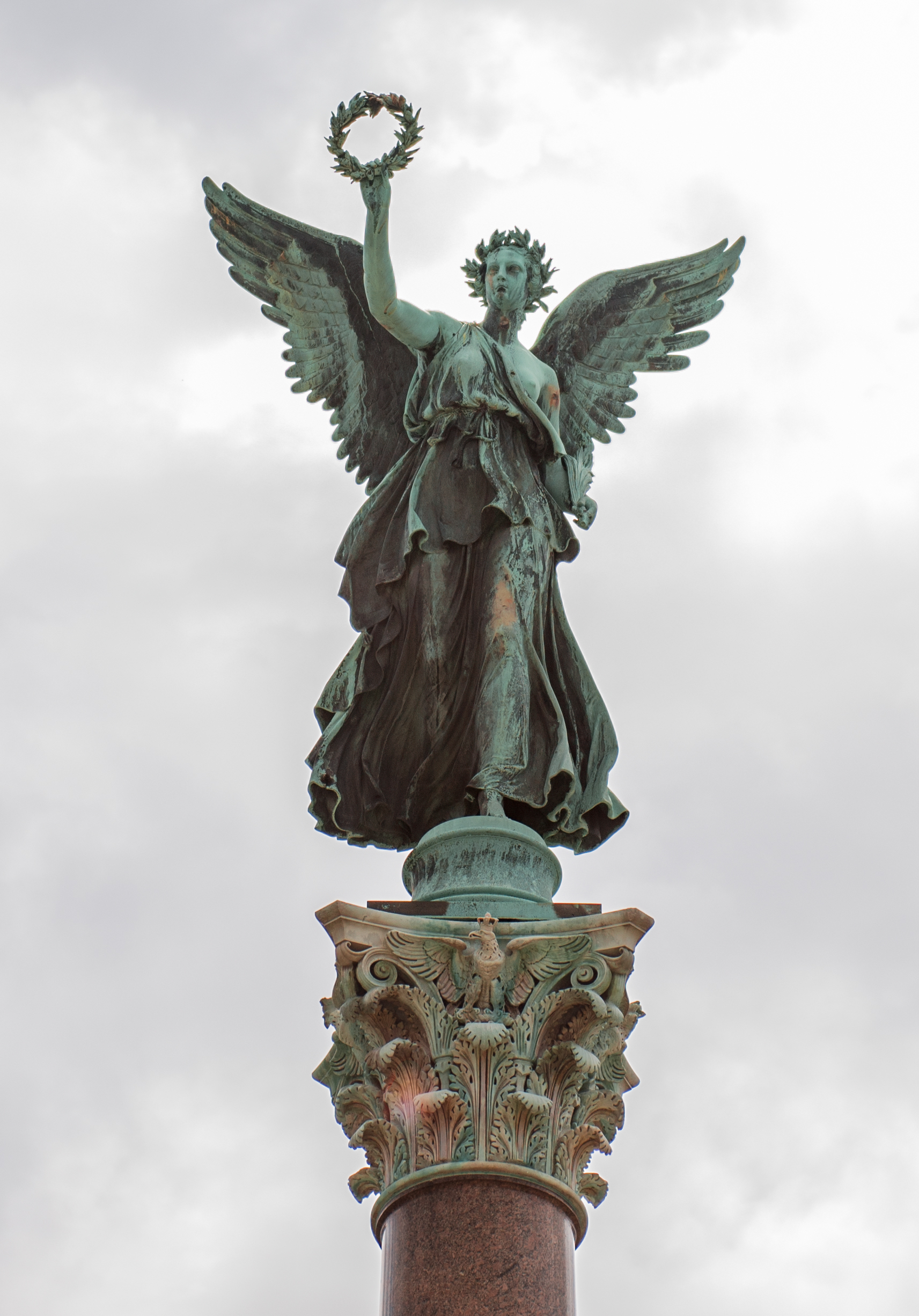
1800-talsskulptur föreställande Victoria, på kolonnen Friedenssäule i Berlin.

Victoria var segerns gudinna i romersk mytologi, motsvarande Nike i grekisk mytologi. 

## Bakgrund
Victoria tros härstamma från den sabinska gudinnan Vacuna, innan hon inkorporerades i romersk religion och precis som Nike sades vara dotter till titanen Pallas och Styx. Victoria var mycket populär i det romerska riket, där hon symboliserade segern över döden och troddes kunna avgöra krigslyckan. Hon tillbads av generaler efter lyckade krigsexpeditioner. 
Ett flertal tempel restes över henne, bland dem Victoriatemplet i Rom, och hon avbildades ofta på romerska mynt. Hennes staty fanns också uppsatt i den romerska senaten – stort missnöje uppkom då den kristne kejsaren Gratianus tog bort Victorias altare år 382. 

## Eftermäle
Victoria avbildades som Nike, med vingar och hållande i en lagerkrona. Bilder av henne var oerhört vanliga i romarriket – sådana bilder var såpass vanliga att de fortsatt förekom efter kristendomens införande, och de tros ha stått till förebild för den kristna föreställningen om änglar. 
Asteroiden 12 Victoria är uppkallad efter henne.